# 17e parallèle nord
Pour les articles homonymes, voir 17e parallèle.
En géographie, le 17e parallèle nord est le parallèle joignant les points de la surface d'un astre dont la latitude est égale à 17 degrés nord.

## Sur Terre
Il a donné son nom à la ligne de démarcation établie au Viêt Nam par les accords de Genève en 1954 et séparant la République démocratique du Viêt Nam au Nord et la République du Viêt Nam au Sud. En réalité, cette frontière ne coïncidait pas avec le 17e parallèle mais était établie plus au Sud, approximativement le long de la rivière Ben Hai jusqu'au village de Bo Ho Su et de là plein ouest jusqu'à la frontière avec le Laos. Cette ligne de démarcation disparut en 1976 après l'unification des deux États.

### Pays traversés
En partant du méridien de Greenwich et en se dirigeant vers l'est, le 17e parallèle traverse les pays suivants :
- Mali
- Niger
- Tchad
- Soudan
- Érythrée
- Arabie saoudite
- Yémen
- Oman
- Inde
- Birmanie
- Thaïlande
- Laos
- Viêt Nam
- Philippines
- Îles Mariannes du Nord (entre les îles de Guguan et Sarigan)
- Mexique
- Guatemala
- Belize
- Antigua-et-Barbuda (sur Antigua)
- Cap-Vert (sur Santo Antão)
- Mauritanie